# Anserimimus
Anserimimus ("gåshärmare"), släkte med dinosaurier som levde under yngre kritaperioden i det som idag är Mongoliet. Den tillhörde familj ornithomimider och är troligen närmast släkt med Gallimimus (Kobayashi & Lu, 2003; Kobayashi & Barsbold, 2005). Andra studier har varit oförmögna att exakt fastställa dess släktskap med andra ornithomimoider (Ji o. a., 2003; Makovicky o. a., 2004). Anserimimus tycks ha varit ett långsmalt, snabbt springande djur, kanske en allätare, och påminde enligt fossilen man funnit en hel del om andra ornithomimider, med undantag för dess mer kraftiga armar. Djuret har en beräknad längd av 3–3,5 meter.

## Namn och klassificering
Den mongoliske paleontologen Rinchen Barsbold beskrev släktet Anserimimus år 1988. Han kombinerade det latinska ordet anser, som betyder "gås", med det grekiska ordet μιμος/mimos, som betyder "härmare". Även om Anserimimus inte nämnvärt liknar en gås har ornithomimosaurier av tradition döpts efter flera olika fågelarter, så som Struthiomimus ('strutshärmare'), Gallimimus ('tupphärmare') och Pelecanimimus ('pelikanhärmare'). Den enda kända arten av Anserimimus kallas för A. planinychus. Artnamnet kommer från latinets planus, som betyder 'platt', samt från grekiskans onychos, som betyder "klo". Detta härleder från dess besynnerligt tillplattade klor som karaktäriserar släktet.

## Exemplaret
Man har bara hittat ett exemplar av Anserimimus, vilket består av de flesta delarna av armarna och bakbenen (inkluderat delar av skuldran och bäckenbenet) samt en ryggkota. Begränsad information om Anserimimus anatomi har publicerats, eftersom Barsbold inte beskrev alla dessa ovannämnda ben. I stället fokuserade han bara på de drag som skilde Anserimimus från andra ornithomimider. Det finns flera viktiga skillnader mellan den och andra medlemmar av dess familj. Klorna på handen var långa och raka (inte böjda, som hos andra släkten), med en nästan platt lägre yta. Armarna är också mer kraftfullt byggda än hos andra ornithomimider, med stora kammar på skulderbladet och överarmsbenet, vilket bereder fästningspunkter för stora armmuskler så som biceps.

## Fyndplats
Både Anserimimus och Gallimimus grävdes upp i Nemegt-formationen i Bügiin Tsav, Mongoliet, om än i olika områden i denna formation. Anserimimus hittades i den mongoliska aimagen, eller provinsen, Bayankhongor under en gemensam sovjet-mongolisk expedition till Gobiöknen under slutet av 1970-talet. Nemegt-formationen antas vara en representant av alluvialslätter innehållande meandrande floder. Området dateras tillbaka till maastricht-skedet, eller mellan 84 och 65 miljoner år sedan. Tillsammans med Gallimimus hittades andra theropoder från denna tidsålder, till exempel de gigantiska Tarbosaurus och Deinocheirus, jämte de mindre dromaeosauriderna, oviraptorosaurierna, troodontiderna samt fåglar. Växtätare representeras av hadrosauriderna Barsboldia och Saurolophus, ankylosauriden Tarchia och åtskilliga titanosaurier och benskalledinosaurier.

### Eventuellt leverne
Funktionen hos Ansermimus kraftiga armar med raka klor är okänd. Det kan indikera på en diet eller strategi av samlande av mat som skiljer sig från andra ornithomimiders, även om dess diet är svår att fastställa, då djurets kranium saknas. Forskare har många olika hypoteser om att ornithomimiderna, som härstammar från de köttätande theropoderna, faktiskt var allätare eller till och med växtätare (Osborn, 1916). Ännu en mongolisk ornithomimid, Gallimimus, har en kam-liknande struktur nära toppen av både över- och underkäken, vilket antas ha haft som funktion att filtrera ätbara partiklar ur vatten, ungefär som andfåglar och flamingor gör. Eftersom de flesta kända ornithomimider förekommer i miljöer nära vatten kan detta sätt att skaffa föda sträcka sig till alla medlemmar i familjen, bland dessa också Anserimimus (Norell o. a., 2001).

### Webbkällor
- DinoRuss
- DinoData.org (inloggning krävs)